# オーステルハウト

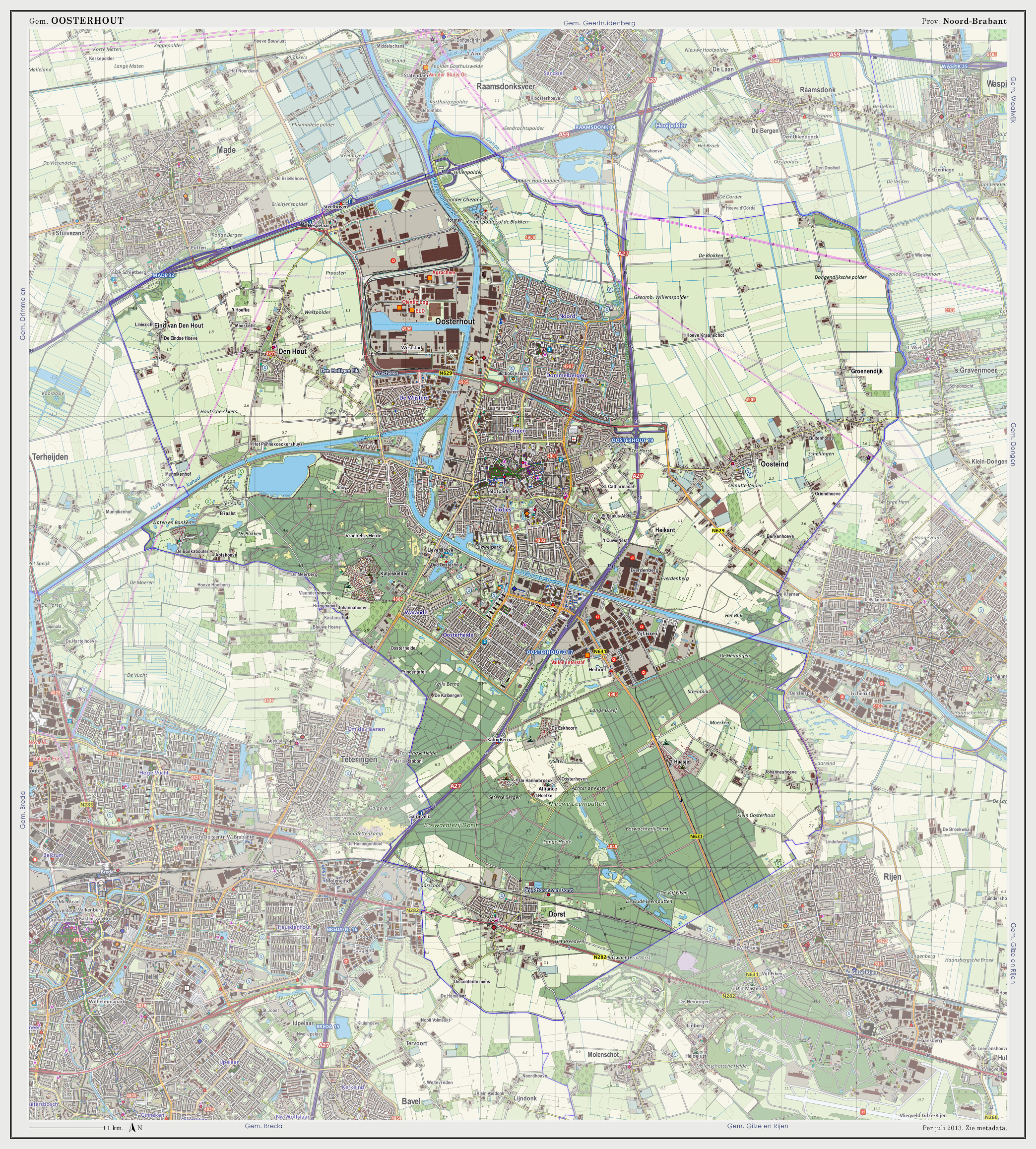
2013年7月のオーステルハウト市の地図

オーステルハウト（オランダ語: Oosterhout [ˈoːstərɦʌut] ( 音声ファイル)）は、オランダ南部の基礎自治体（ヘメーンテ）および都市。人口は5万3693人（2012年11月1日）。オーステルは「東の」、ハウトは「森」という意味である。

## 歴史
オーステルハウトという地名は1277年の記録に初めて現れるが、考古学的な出土品から先史時代の集落の存在がわかっている。テンプル騎士団はこの地に、洗礼者ヨハネをまつる寺院を建立した。これはのちに城に発展し、ブレダやベルヘン・オプ・ゾームといった周辺地域を監督するようになった。城は八十年戦争中の1573年にスペイン軍によって破壊され、今日は塔がひとつだけ残っている。
19世紀にかけて、オーステルハウトは製陶の中心地として栄えた。1625年にはオラニエ公フレデリック・ヘンドリックによって市街が包囲され、大きな被害を受けた。
プロテスタンティズムが興隆して後も、オーステルハウトには数か所のカトリックの修道院があった。このうち、プレモントレ会の修道院は現在も活動を続けている。1809年にホラント王ルイ・ボナパルトから都市権を取得した。

## 名所
- スロチェス（城）
- 聖ヨハネ教会堂 - 1277年にはロマネスク様式であったが、1473年ごろから現在のゴシック様式で再建され、1493年に完成した。塔は1519年から1552年にかけて建設された。これ以降も何度か改築された。
- 聖カテリーナ修道院 - かつては聖ヨハネ騎士団の城であった
- スロットボッセトーレン - 廃墟となった城

## スポーツ
市内を本拠地とするスポーツクラブ
- ツインズ - 野球・ソフトボール
- VOKO - バレーボール
- SCOトフス - サッカー
- TSC - サッカー
- VVオーステルハウト - サッカー
- デ・ワランデ - ホッケー
- OZ&PCデ・ワランデ - 競泳・水球
- デ・フォルトレッフェルス - コーフボール

## ゆかりの人物
- エクスティンセ（ペーター・コップス） - ラッパー
- マルリース・デッケルス - ランジェリーデザイナー